# District de Duy Xuyên
Duy Xuyên est un district rural de la province de Quảng Nam, dans la région de la Côte centrale du Sud du Viêt Nam.
A l'Est de la Mer de l'Est bordant la côté Est
A l'ouest, la commune  borde les quartiers de Dai Loc et Nong Son
Au sud, Duy Xuyên borde les districts de Que Son et de Thang Binh
Le nord borde la ville de Dien Ban et la ville de Hoi An.

## Géographie
Le district a une superficie de 298 km2.
Le chef-lieu du district est Nam Phước. 
Le district de Ly est la ville de Nam Phuoc, située à côté de la route nationale 1, à environ 3 km à l'ouest de la ville de Hoi An.  
Le quartier est aussi le point de passage de la voie ferrée Nord-Sud. 

## Administration
Le district de Duy Xuyen compte 14 unités administratives au niveau communal, dont la ville de Nam Phuoc (capitale du district) et 13 communes :  
- Duy Chau,
- Duy Hai,
- Duy Hoa,
- Duy Nghia,
- Duy Phu,
- Duy Phuoc,
- Duy Son,
- Duy Tan,
- Duy Thanh,
- Duy Thu,
- Duy Trinh,
- Duy Trung,
- Duy Vinh.

## Personnalités liées au district
- Nguyễn Quang Hồng, lexicographe vietnamien.